# Giancarlo Cobelli
Giancarlo Cobelli, né à Milan le 12 décembre 1929 et mort à Rome le  16 mars 2012, est un acteur et metteur en scène italien. Il est considéré comme l'un des principaux metteurs en scène du théâtre italien.

## Biographie
Né à Milan, Giancarlo Cobelli étudie le théâtre au Piccolo Teatro di Milano de Giorgio Strehler, puis obtient un certain succès en tant qu’acteur et mime, sur scène et à la télévision. Il est ensuite principalement actif en tant que directeur de théâtre, se consacrant particulièrement à des opéras aux côtés de noms tels que Riccardo Muti, Roberto Abbado et Riccardo Chailly.
Il remporte plusieurs UBU Awards en tant que meilleur réalisateur,.

## Filmographie partielle

### Acteur
- 1957 : Guendalina  d'Alberto Lattuada
- 1957 : Souvenirs d'Italie d'Antonio Pietrangeli
- 1962 : I Giacobini d'Edmo Fenoglio (it) : le coiffeur
- 1967 : La Mégère apprivoisée de Franco Zeffirelli
- 1967 : Je ne proteste pas, j'aime (Io non protesto, io amo) de Ferdinando Baldi
- 1967 : Le Plus Vieux Métier du monde, épisode Les Nuits romaines, de Mauro Bolognini
- 1969 : H2S de Roberto Faenza

### Réalisateur
- 1970 : Fermate il mondo... voglio scendere!
- 1973 : Woyzeck
- 1985 : Teresa Raquin
- 1986 : La locandiera
- 1999 : Vita e morte di Re Giovanni